# Jane (Vorname)
Jane ist ein weiblicher Vorname.

## Herkunft und Varianten
Jane ist eine englische Kurzform von Johanna.
Verwandte Diminutive sind Jan, Janie, Jany, Jenny.
Die maorische Variante zu Jane ist Heeni.

## Namensträgerinnen

### A
- Jane Adams (* 1965), US-amerikanische Schauspielerin
- Jane Addams (1860–1935), US-amerikanische Feministin und Journalistin
- Jane Alexander (* 1939), US-amerikanische Schauspielerin
- Jane Arbor (1903–1994), britische Schriftstellerin
- Jane Asher (* 1946), britische Schauspielerin und Autorin
- Jane Austen (1775–1817), britische Schriftstellerin
- Jane Avril (1868–1943), französische Tänzerin

### B
- Jane Badler (* 1953), US-amerikanische Schauspielerin
- Jane Barkman (* 1951), US-amerikanische Schwimmerin
- Jane Baxter (1909–1996), britische Schauspielerin
- Jane Beß (1891–1944), deutsche Drehbuchautorin und Filmproduzentin
- Jane Birkin (1946–2023), britische Schauspielerin und Sängerin
- Jane Ira Bloom (* 1955), US-amerikanische Jazz-Sopransaxophonistin und Komponistin
- Jane Boleyn (um 1505–1542), englische Adelige am Hofe Heinrichs VIII.
- Jane Bowles (1917–1973), US-amerikanische Schriftstellerin und Dramatikerin
- Jane Bryan (1918–2009), US-amerikanische Schauspielerin
- Jane Bunnett (* 1955), kanadische Jazzflötistin und -saxophonistin

### C
- Jane Campbell (* 1959), britische Politikerin, Behindertenrechtlerin
- Jane Campion (* 1954), neuseeländische Filmregisseurin
- Jane Castleton (* 1965), US-amerikanische Konzeptkünstlerin
- Jane Child (* 1967), kanadische Sängerin
- Jane Colman Turell (1708–1735), US-amerikanische Dichterin
- Jane Comerford (* 1959), australische Sängerin
- Jane Curtin (* 1947), US-amerikanische Schauspielerin

### D
- Jane Darling (* 1980), tschechische Pornodarstellerin
- Jane Darwell (1879–1967), US-amerikanische Schauspielerin
- Jane Digby (1807–1881), britische Mätresse
- Jane Downs (1935–2015), britische Schauspielerin

### E
- Jane Francesca Elgee (1821–1896), irische Schriftstellerin
- Jane Elliot (* 1947), US-amerikanische Schauspielerin

### F
- Jane Fonda (* 1937), US-amerikanische Schauspielerin
- Jane Fraser (1924–2019), britische Schriftstellerin
- Jane Furch (1915–1992), deutsche Drehbuchautorin

### G
- Jane F. Gardner (1934–2023), britische Althistorikerin
- Jane Getz (* 1948), US-amerikanische Pianistin
- Jane de Glehn (1873–1961), US-amerikanische Porträtmalerin
- Jane Goodall (* 1934), britische Verhaltensforscherin
- Jane Grant (1892–1972), US-amerikanische Journalistin
- Jane Greer (1924–2001), US-amerikanische Filmschauspielerin
- Jane Grey (1537–1554), Königin von England
- Jane Griffin (1791–1875), britische Abenteurerin

### H
- Jane Esther Hamilton (* 1956), US-amerikanische Pornodarstellerin, Schauspielerin, Produzentin, Regisseurin und Drehbuchschreiberin
- Jane Irwin Harrison (1804–1845), First Lady der USA
- Jane Harvey (1925–2013), US-amerikanische Jazzsängerin
- Jane Heathcote-Drummond-Willoughby, 28. Baroness Willoughby de Eresby (* 1934), britische Adlige
- Jane Hempel (* 1947), deutsche Schauspielerin
- Jane Holzer (* 1940), US-amerikanische Schauspielerin
- Jane Horrocks (* 1964), britische Schauspielerin

### J
- Jane Jacobs (1916–2006), US-amerikanische Sachbuch-Autorin, Stadt- und Architekturkritikerin
- Jane Jensen (* 1963), US-amerikanische Schriftstellerin und Spieledesignerin

### K
- Jane Kaczmarek (* 1955), US-amerikanische Schauspielerin
- Jane Krakowski (* 1968), US-amerikanische Schauspielerin
- Jane Kramer (* 1938), US-amerikanische Journalistin und Schriftstellerin

### L
- Jane Lapotaire (* 1944), britische Schauspielerin
- Jane Latsis, US-amerikanische Ökonomin und Autorin
- Jane Leade (1623–1704), englische christliche Mystikerin
- Jane Leeves (* 1961), britische Schauspielerin
- Jane Lindskold (* 1962), US-amerikanische Science-Fiction- und Fantasyautorin
- Jane Loevinger (1918–2008), US-amerikanische Entwicklungspsychologin
- Jane Luu (* 1963), vietnamesisch-US-amerikanische Astronomin
- Jane Lynch (* 1960), US-amerikanische Schauspielerin

### M
- Jane March (* 1973), britische Schauspielerin
- Jane McCrea (um 1752–1777), britische Loyalistin
- Jane McGregor (* 1983), kanadische Schauspielerin
- Jane Misme (1865–1935), französische Journalistin und Feministin
- Jane Monheit (* 1977), US-amerikanische Sängerin und Filmschauspielerin
- Jane Morgan (1924–2025), US-amerikanische Sängerin
- Jane Morris (1839–1914), Modell und Muse der Präraffaeliten
- Jane Mouton (1930–1987), US-amerikanische Wirtschaftswissenschaftlerin

### O
- Jane Olivor (* 1947), US-amerikanische Sängerin
- Jane Oppenheimer (1911–1996), US-amerikanische Embryologin und Wissenschaftshistorikerin

### P
- Jane Pierce (1806–1863), US-amerikanische First Lady
- Jane Powell (1929–2021), US-amerikanische Filmschauspielerin

### R
- Jane Ray (* 1960), britische Illustratorin
- Jane Roberts (1929–1984), US-amerikanische Autorin und Dichterin
- Jane A. Rogers (* 1960), US-amerikanische Schauspielerin
- Jane Rosenthal (* 1956), US-amerikanische Produzentin
- Jane Rule (1931–2007), kanadische Autorin
- Jane Russell (1921–2011), US-amerikanische Schauspielerin

### S
- Jane Saville (* 1974), australische Geherin
- Jane Seitz (1942–1988), deutsche Filmeditorin
- Jane Seymour (≈1509–1537), englische Königin-Gemahlin von Heinrich VIII.
- Jane Seymour (* 1951), britisch-US-amerikanische Schauspielerin
- Jane Shore (1445–≈1527), englische Mätresse König Eduards IV.
- Jane Sibbett (* 1962), US-amerikanische Schauspielerin und Model
- Jane Siberry (* 1955), kanadische Sängerin
- Jane Smiley (* 1949), US-amerikanische Autorin
- Jane Somers (1919–2013), britische Schriftstellerin (Doris Lessing)
- Jane Stuart (1520–1563), Gouvernante der schottischen Königin Maria I., sowie Mätresse des französischen Königs Heinrich II.
- Jane Swift (* 1965), US-amerikanische Politikerin

### T
- Jane Thomson (1858–1944), neuseeländische Bergsteigerin
- Jane Tilden (1910–2002), österreichische Schauspielerin
- Jane Toppan (1854–1938), US-amerikanische Serienmörderin
- Jane Törnqvist (* 1975), schwedische Fußballspielerin

### U
- Jane Urquhart (* 1949), kanadische Schriftstellerin

### W
- Jane Waller (* 1990), australische Bogenschützin
- Jane Welch (* 1964), britische Schriftstellerin
- Jane Wilde, früherer Name von Jane Francesca Elgee (1821–1896), irische Schriftstellerin, Mutter von Oscar Wilde
- Jane Wilde, früher verwendeter Name von Jane Hawking (* 1944), britische Romanistin
- Jane Withers (1926–2021), US-amerikanische Schauspielerin
- Jane Wyatt (1910–2006), US-amerikanische Schauspielerin
- Jane Wyman (1917–2007), US-amerikanische Schauspielerin

## Variante Jayne
- Jayne Brook (* 1960), US-amerikanische Schauspielerin
- Jayne Casselman (1960–2016), US-amerikanische Opernsängerin (Sopran)
- Jayne Cortez (1934–2012), US-amerikanische Schriftstellerin und Vokalimprovisatorin
- Jayne Heitmeyer (* 1960), kanadische Schauspielerin
- Jayne Kennedy (* 1951), US-amerikanische Schauspielerin und Moderatorin
- Jayne Mansfield (1933–1967), US-amerikanische Filmschauspielerin und Sexsymbol
- Jayne Meadows (1919–2015), US-amerikanische Schauspielerin
- Jayne Torvill (* 1957), britische Eiskunstläuferin
- Jayne-Ann Igel (* 1954 als Bernd Igel), deutsche Schriftstellerin
- Jayne Ann Krentz (* 1948), US-amerikanische Bestseller-Autorin

## Fiktive Personen
- Jane Eyre, Romanfigur der Schriftstellerin Charlotte Brontë
- eine literarische Figur in Edgar Rice Burroughs Geschichte Tarzan
- Jane (Comicfigur), englische Comicfigur
- Jane Doe als Bezeichnung für eine fiktive oder nicht identifizierte weibliche Person
- Jane Ives/Hopper (Eleven), Figur in der Serie Stranger Things
- Jane Romero: Fiktiver Charakter in dem Horrorspiel "Dead by daylight"